# یحیی نطنزی
یحیی نطنزی روزنامه‌نگار، منتقد، نویسنده سینمایی و مترجم اهل ایران است.
کارش را از سال ۱۳۸۰ با نقدنویسی و ترجمه برای روزنامه‌ها و مجلات مختلف شروع کرد و مطالبش در سال‌های اخیر در رسانه‌های مختلف از جمله روزنامه‌های اعتماد، اعتماد ملی، کارگزاران و مجلات مهرنامه، تجربه و ۲۴ منتشر شده است.
او از سال ۱۳۸۸ عضو هیئت تحریریه مجله ۲۴ بوده و تا مهر ماه ۱۳۹۷ جانشین سردبیر این ماهنامه سینمایی بوده است.

## آثار

### تألیف
- راهنمای ژانر: معرفی و بررسی ده گونه سینمایی، نشر چشمه، ۱۳۹۴.[۲]
- برخورد کوتاه: ۲۵ نقد، ۲۵ منتقد، نشر حرفه هنرمند، ۱۳۹۵.[۳]

### ترجمه
- عباس کیارستمی، جاناتان رزنبام و مهرناز سعیدوفا، نشر چشمه، ۱۳۹۶.[۴]
- سایه‌های نوآر (یکی از مقالات)، جوان کوپژک، نشر مینوی خرد، ۱۳۹۱.[۵]

## جوایز
- ۱۳۹۵: رتبه اول بخش بهترین ترجمه سینمایی در چهارمین جشنواره مطبوعات سینمایی انجمن صنفی منتقدان و نویسندگان سینمایی ایران.[۶]
- ۱۳۹۲: رتبه دوم بخش بهترین ترجمهٔ سینمایی در سومین جشنوارهٔ مطبوعات سینمایی انجمن صنفی منتقدان و نویسندگان سینمایی ایران.[۷]
- ۱۳۸۹: رتبه دوم بخش بهترین ترجمهٔ سینمایی در دومین جشنوارهٔ مطبوعات سینمایی انجمن صنفی منتقدان و نویسندگان سینمایی ایران.[۸]
- ۱۳۸۸: رتبه دوم بخش بهترین ترجمهٔ سینمایی در اولین جشنوارهٔ مطبوعات سینمایی انجمن صنفی منتقدان و نویسندگان سینمایی ایران.[۹]